# Maximilian Ulysses Browne
Maximilian Ulysses Browne (Bázel, 1705. október 23. – Prága, 1757. június 26.) birodalmi gróf, osztrák tábornagy.

## Élete
Egyetlen fia volt Ulysses Browne birodalmi grófnak, aki II. Jakab király bukása után 1690-ben hazájából, Skóciából elbujdosott és osztrák szolgálatban, 1731-ben meghalt. Mint fiatal katona a lengyel örökösödési, az olasz (1734), a tiroli (1735) és az 1737-39-es török háborúban harcolt. 1739-ben az udvari haditanács tagja és Szilézia főparancsnoka lett, 1740-ben II. Frigyes elől Morvaországba vonult ugyan vissza, de Neipperg gróffal vállvetve március végén megint benyomult Sziléziába. Mollwits mellett ő vezényelte a jobb szárnyat, Chotusitz mellett pedig ő volt a fővezér, de mind a kétszer szerencsétlenül harcolt. A boroszlói béke után a franciák ellen indult Csehországba, később pedig Olaszországban harcolt a spanyolok ellen. 1745-ben Bajorországban és a Rajna mellett, 1746-48-ban pedig Olaszországban vitézkedett, ahol elfoglalta Guastallát és Parmát, megszállta Genovát és még Provence-ba is betört. 1749-ben Erdélyország kormányzója, azután meg Csehország főparancsnoka lett. A hétéves háború kitörése után a Kollin táján összpontosított hadsereg élére állították, de Lobosic mellett 1756. október 1-jén makacs küzdelem után II. Frigyes meggyőzte, mire az Elba jobb partján haladva a Pirna mellett körülzárolt szász hadsereg fölmentésére sietett. Célját azonban nem érhette el. Miután II. Frigyes hadait Csehországból kivonta, Browne is Prágába vonult téli szállásra. Amikor az 1757. évi hadi terv megbeszélése végett Bécsbe ment, Mária Terézia kegyesen fogadta, de tervét a legfelsőbb haditanácsban elvetették. 1757. május 6-án részt vett a Prága mellett vívott csatában és Schwerin első támadását győztesen visszaverte; ekkor azonban maga is súlyosan megsebesült. Utolsó percében a poroszoknak abbeli felszólítását, hogy adja fel Prága városát, bátran és önérzetesen visszautasította. Nevét a 36. számú gyalogezred viseli 1888 óta.

## Emlékezete
Carrarai márványból faragott életnagyságú szobrát felállították a Hadvezérek csarnokában, a bécsi Hadtörténeti Múzeumban.